# Rolls-Royce Kestrel

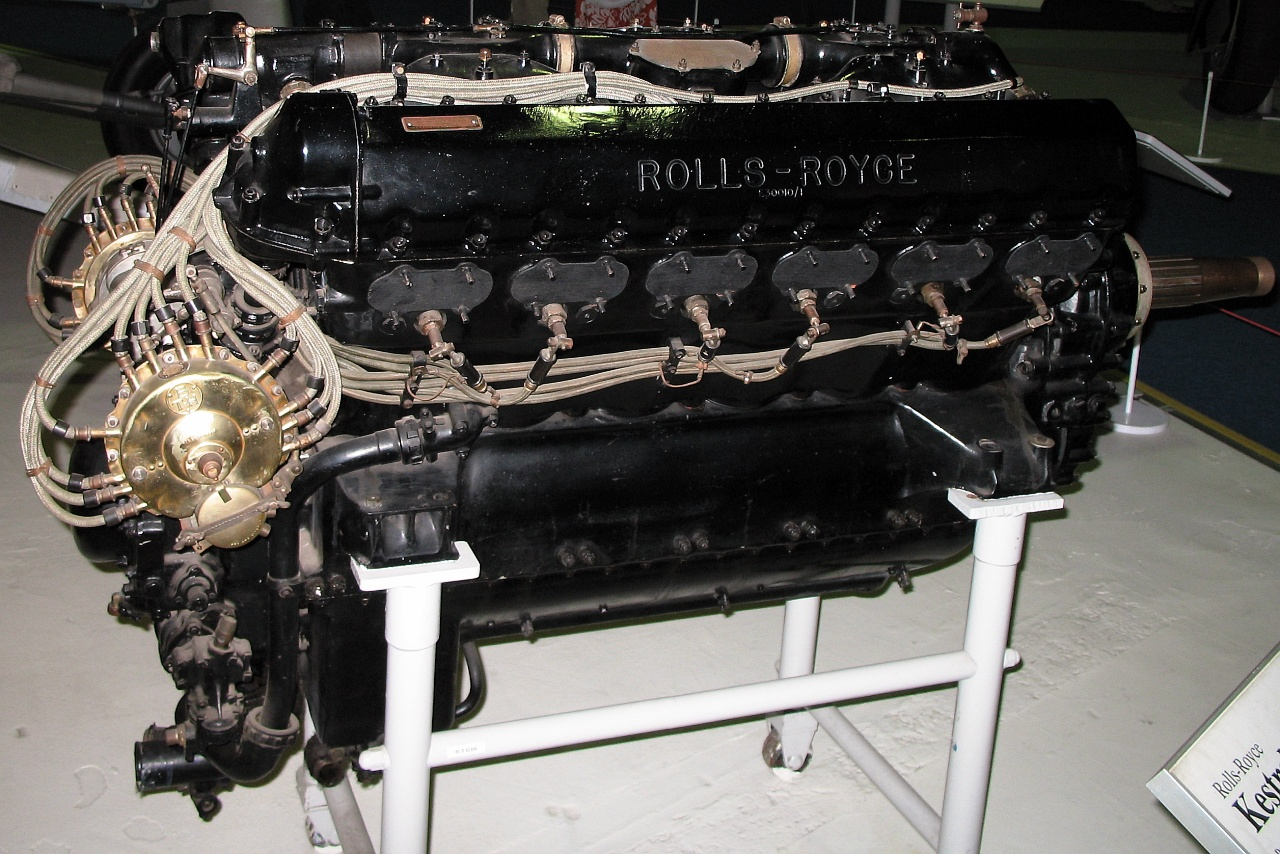
Rolls-Royce Kestrel IB

Der Rolls-Royce Kestrel war ein wassergekühlter Zwölfzylinder-V-Flugmotor in stehender Anordnung (Kurbelwelle unten) des britischen Herstellers Rolls-Royce. Der Kestrel hatte als erster Rolls-Royce-Motor ein Kurbelgehäuse (Motorblock) aus einer Aluminiumlegierung anstelle von Grauguss.
Die Bezeichnung des Motors stammt gemäß damaliger Rolls-Royce-Tradition aus der Vogelwelt, der Gattung der Falken (englisch: kestrel).

## Geschichte
Nach dem Erscheinen des 1923 vorgestellten Curtiss D-12 musste Rolls-Royce reagieren und ebenfalls einen nach modernen Gesichtspunkten aufgebauten Motor anbieten. Der Chefingenieur von Napier, Arthur Rowledge, wurde abgeworben und mit der Entwicklung eines konkurrenzfähigen Motors beauftragt, wobei er zunächst den Rolls-Royce Condor wesentlich verbesserte.
Aufbauend auf diesen Erfahrungen entwickelte Rowledge einen Motor mit einem Lader, um auch in größerer Höhe noch die volle Leistung zur Verfügung zu haben und diese später einfach durch Erhöhung des Ladedruckes weiter steigern zu können. Dazu kam eine Heißkühlung (Auslegungstemperatur: 150 °C) mit einem geschlossenen und unter Überdruck stehenden Kühlsystem.
Nachdem die Entwicklung 1925 begonnen worden war, konnten die ersten Motoren 1927 ausgeliefert werden. Sie hatten zunächst eine Leistung von 462 PS, die jedoch bald mit dem Kestrel IB auf 530 PS gesteigert werden konnte. Diese Ausführung wurde in dem zweisitzigen leichten Bomber Hawker Hart verwendet. 1933 wurde aus dem Kestrel IV der mit einer Verdampfungskühlung (Siedekühlung) ausgestattete Rolls-Royce Goshawk abgeleitet.
Die Entwicklung schritt schnell voran, so dass der Mk V bereits 708 PS bei einer Drehzahl von 3000 min−1 abgab. Der im Fortgeschrittenen-Übungsflugzeug Miles Master verwendete Kestrel XVI leistete schon 762 PS. Das Rolls-Royce-Triebwerk wurde auch ins Ausland vertrieben. So kauften unter anderem deutsche Flugzeugbaufirmen einige Kestrel-Motoren, die beispielsweise in die Prototypen der Arado Ar 67, Arado Ar 80, Heinkel He 170, vor allem aber 1935 in die beiden Konkurrenten Heinkel He 112 und Messerschmitt Bf 109 eingebaut wurden, da in dieser Leistungsklasse deutsche Flugmotoren noch in der Entwicklung waren.
Durch Verbesserungen des Treibstoffes und das so mögliche höhere Verdichtungsverhältnis leistete der Kestrel XXX von 1940 bereits 1060 PS. Er wurde jedoch bald von dem wesentlich erfolgreicheren Rolls-Royce Merlin abgelöst. Als Weiterentwicklung entstand 1938 der V12-Motor Peregrine sowie – unter weitgehender Verwendung von Kestrel-Bauteilen – bereits ab 1937 mit 24 Zylindern der X-Motor Vulture, die aber beide nicht mehr große Bedeutung erlangten. Insgesamt wurden in über 20 verschiedenen Ausführungen etwa 4750 Rolls-Royce Kestrel gebaut.

## Anwendungen
Vereinigtes Königreich
- Hawker Fury
- Hawker Hart
- Miles Master

 Deutsches Reich
- Arado Ar 67
- Arado Ar 80
- Heinkel He 70
- Heinkel He 112
- Messerschmitt Bf 109 V1

## Technische Daten (Kestrel V)
- Bohrung: 127 mm
- Hub: 140 mm
- Hubraum: 21,24 l
- Kompressor: Schleudergebläse, mit Zahnradübersetzung 1:8,81
- Volldruckhöhe: 4260 m
- Leistung: 512 kW (695 PS)